# Alchornea lojaensis
Alchornea lojaensis là một loài thực vật có hoa trong họ Đại kích. Loài này được Secco mô tả khoa học đầu tiên năm 2008 publ. 2009.